# Bathyraja griseocauda
Bathyraja griseocauda (лат.) — вид хрящевых рыб рода глубоководных скатов семейства Arhynchobatidae отряда скатообразных. Обитают в умеренных водах юго-западной части Атлантического океана и юго-восточной части Тихого океана между 34° ю. ш. и 70° ю. ш. Встречаются на глубине до 941 м. Их крупные, уплощённые грудные плавники образуют округлый диск со треугольным рылом. Максимальная зарегистрированная длина 157 см. Откладывают яйца. Рацион в основном состоит из донных ракообразных и костистых рыб. Являются объектом целевого промысла.

## Таксономия
Впервые вид был научно описан в 1937 году как Raja griseocauda. Видовой эпитет происходит от слова лат. griseus — «серый» и лат. cauda — «хвост». Bathyraja griseocauda и Bathyraja papilionifera имеют фрагментарное сходство митохондриальной ДНК.

## Ареал
Эти скаты обитают в юго-западной части Атлантического океана у побережья Аргентины и Чили и вокруг Фолклендских островов, где попадаются по всему континентальному шельфу, хотя их наибольшая концентрация наблюдается на западе, у глубинной границы шельфа.  Ареал слегка заходит за мыс Горн в воды Тихого океана. Bathyraja griseocauda встречаются на глубине от 82 до 941 м, в воде температурой 3—8 °C. В водах Чили диапазон глубин ограничен 137—595 м. Это стенотермный организм и стеногалинный организм вид. Наблюдается сегрегация по возрасту. Природные питомники расположены у Фолклендских островов на глубину 300—350 м. Молодь держится несколько глубже, от 400 до 600 м, но достигнув размера 40—45 см уплывает как на верхнюю часть материкового склона (200—400 м), так и опускается ниже 600 м.
Текущий размер популяции неизвестен, однако улов на единицу промыслового усилия с 1993 по 2001 годы снизился, равно как размер добытых скатов.

## Описание
Широкие и плоские грудные плавники этих скатов образуют ромбический диск с широким треугольным рылом и закруглёнными краями.  На вентральной стороне диска расположены 5 жаберных щелей, ноздри и рот. Хвост длиннее диска. На хвосте имеются латеральные складки. У этих скатов 2 редуцированных спинных плавника и редуцированный хвостовой плавник.
Максимальная зарегистрированная длина 157 см. В целом ширина диска меньше общей длины и достигает 90 см. Дорсальная поверхность окрашена в чёрно-коричневый цвет и покрыта чешуёй. Колючки отсутствуют. Вентральная сторона желтоватого цвета с несколькими тёмными пятнами у хвоста. На хвосте расположено 19—27 , а по другим данным 14—22 крупных колючек.

## Биология
Эмбрионы питаются исключительно желтком. Эти скаты откладывают от 4 до 32 яиц (в среднем 14), заключённых в роговую капсулу. Вероятно, размножение происходит круглый год, хотя зимой капсулы попадаются реже. Bathyraja griseocauda прибавляют в год по 4—6 см. Это самый медленнорастущий вид в своем роду. Самцы достигают половой зрелости при длине около 120 см. Самцы становятся половозрелыми в возрасте 14 лет, а самки — 18 лет.  Максимальная зафиксированная продолжительность жизни 28 лет. Самая маленькая свободноплавающая особь имела в длину 13 см.
Рацион молодых скатов состоит из донных полихет и ракообразных, например, бокоплавов. Более крупные особи охотятся на рыб и головоногих. На Bathyraja griseocauda паразитируют трематоды Otodistomum plunketi.

## Взаимодействие с человеком
Эти скаты являются объектом целевого лова. Кроме того, они попадаются в качестве прилова при промысле костистых рыб, в том числе патагонского клыкача. На Фолклендских островах их биомасса составляла до 24,2 % от уловов. Из-за перелова численность скатообразных в этих водах существенно снизилась. Для восполнения популяции на Фолклендских островах и в Чили принимаются меры (временный мораторий, введение квот на вылов). Международный союз охраны природы  присвоил виду охранный статус «Вымирающий».